# Selección de fútbol sub-23 de Nueva Zelanda
La selección de fútbol sub-23 de Nueva Zelanda es el equipo representativo de dicho país en las competiciones oficiales de la categoría. Su organización está a cargo de la Asociación de Fútbol de Nueva Zelanda, miembro de la OFC y la FIFA.
Conocida como Oly Whites, en referencia al seudónimo de la selección mayor; conquistó el Torneo Preolímpico de la OFC en tres ocasiones, mientras que estuvo presente en los Juegos Olímpicos en tres oportunidades, en 2008, 2012 y 
2021 donde en esta última tendría su mejor participación al llegar a cuartos de final.
En 2015 tomó parte de los Juegos del Pacífico, que fueron utilizados como sistema clasificatorio para las Olimpiadas. Tras superar la fase de grupos y vencer en semifinales a Vanuatu, fue descalificado del torneo por alinear a Deklan Wynne, quien de acuerdo a las reglas de la FIFA era inelegible, a pesar de ya haber jugado con la selección absoluta y la sub-20. La asociación neozelandesa decidió sin embargo apelar la decisión, por lo que la final podría volver a ser disputada con Nueva Zelanda como participante.
En los Juegos Olímpicos del 2021, Nueva Zelanda obtendría su mejor resultado en cualquier competencia futbolística fuera del continente oceánico (pues en todos los niveles futbolísticos siempre se había quedado en fase de grupos), donde llegaría a los cuartos de final.
En la justa olímpica en su primer partido vencería al conjunto de Corea del Sur por 1:0, siendo esta su primera victoria en Juegos Olímpicos.
Para su segundo partido caería por la mínima diferencia de 2:3 frente a Honduras, a pesar de eso Nueva Zelanda se fue arriba en el marcador en dos ocasiones, sin embargo no fue suficiente.
Para el cierre de la fase de grupos lograría un empate a 0 goles frente a Rumania, superando por primera vez la fase de grupos en competencias futbolísticas.
Sin embargo su participación terminaría al caer por la vía de los penales frente al local Japón, el partido en tiempo regular y extra terminó 0:0.

## Estadísticas

### Torneo Preolímpico de la OFC
| Año                      | Fase        | Posición | PJ | PG | PE | PP | GF  | GC |
| Fiyi 1991                | Subcampeón  | 2º       | 6  | 4  | 1  | 1  | 12  | 6  |
| Australia 1996           | Subcampeón  | 2º       | 8  | 6  | 0  | 2  | 28  | 9  |
| Nueva Zelanda 1999       | Campeón     | 1º       | 4  | 4  | 0  | 0  | 18  | 3  |
| Austr. y N. Zelanda 2004 | Subcampeón  | 2º       | 6  | 4  | 1  | 1  | 17  | 4  |
| Fiyi 2008                | Campeón     | 1º       | 5  | 5  | 0  | 0  | 19  | 3  |
| Nueva Zelanda 2012       | Campeón     | 1º       | 4  | 4  | 0  | 0  | 15  | 2  |
| Papúa Nueva Guinea 2015  | Semifinales | 3º       | 4  | 3  | 0  | 1  | 8   | 3  |
| Fiyi 2019                | Campeón     | 1º       | 5  | 5  | 0  | 0  | 33  | 4  |
| Nueva Zelanda 2023       | Campeón     | 1º       | 4  | 4  | 0  | 0  | 23  | 1  |
| Total                    | 8/8         | 1°       | 46 | 39 | 2  | 5  | 173 | 35 |
| ------------------------ | ----------- | -------- | -- | -- | -- | -- | --- | -- |

### Juegos Olímpicos
Esta tabla contabiliza solamente los torneos desde que se juega con selecciones Sub-23.
| Año                 | Fase             | Posición        | PJ              | PG              | PE              | PP              | GF              | GC              |
| ------------------- | ---------------- | --------------- | --------------- | --------------- | --------------- | --------------- | --------------- | --------------- |
| Barcelona 1992      | No se clasificó  | No se clasificó | No se clasificó | No se clasificó | No se clasificó | No se clasificó | No se clasificó | No se clasificó |
| Atlanta 1996        | No se clasificó  | No se clasificó | No se clasificó | No se clasificó | No se clasificó | No se clasificó | No se clasificó | No se clasificó |
| Sídney 2000         | No se clasificó  | No se clasificó | No se clasificó | No se clasificó | No se clasificó | No se clasificó | No se clasificó | No se clasificó |
| Atenas 2004         | No se clasificó  | No se clasificó | No se clasificó | No se clasificó | No se clasificó | No se clasificó | No se clasificó | No se clasificó |
| Pekín 2008          | Primera ronda    | 14º             | 3               | 0               | 1               | 2               | 1               | 7               |
| Londres 2012        | Primera ronda    | 16º             | 3               | 0               | 1               | 2               | 1               | 5               |
| Río de Janeiro 2016 | No se clasificó  | No se clasificó | No se clasificó | No se clasificó | No se clasificó | No se clasificó | No se clasificó | No se clasificó |
| Tokio 2021          | Cuartos de final | 6 º             | 4               | 1               | 2               | 1               | 3               | 3               |
| París 2024          | Primera ronda    | 11º             | 3               | 1               | 0               | 2               | 3               | 8               |
| Los Ángeles 2028    | Por definir      | Por definir     | Por definir     | Por definir     | Por definir     | Por definir     | Por definir     | Por definir     |
| Total               | 4/10             | 71°             | 13              | 2               | 4               | 7               | 8               | 23              |

## Juegos Olímpicos de 2021
| Fecha               | Lugar   | Local         |                          | Partido        |                          | Visita        | Racha | Competición           |
| ------------------- | ------- | ------------- | ------------------------ | -------------- | ------------------------ | ------------- | ----- | --------------------- |
| 22 de julio de 2021 | Kashima | Corea del Sur | Bandera de Corea del Sur | 0:1            | Bandera de Nueva Zelanda | Nueva Zelanda | Sí    | Juegos Olímpicos 2021 |
| 25 de julio de 2021 | Kashima | Nueva Zelanda | Bandera de Nueva Zelanda | 2:3            | Bandera de Honduras      | Honduras      | No    | Juegos Olímpicos 2021 |
| 28 de julio de 2021 | Sapporo | Nueva Zelanda | Bandera de Nueva Zelanda | 0:0            | Bandera de Rumania       | Rumania       |       | Juegos Olímpicos 2021 |
| 31 de julio de 2021 | Kashima | Japón         | Bandera de Japón         | 0:0 (4:2 pen.) | Bandera de Nueva Zelanda | Nueva Zelanda |       | Juegos Olímpicos 2021 |

## Últimos partidos y próximos encuentros
- Actualizado al 30 de julio de 2024.

| Fecha      | Ciudad     | Local          | Resultado      | Visitante       | Competición           |
| ---------- | ---------- | -------------- | -------------- | --------------- | --------------------- |
| 22-07-2021 | Kashima    | Corea del Sur  | 0:1            | Nueva Zelanda   | Juegos Olímpicos 2021 |
| 25-07-2021 | Kashima    | Nueva Zelanda  | 2:3            | Honduras        | Juegos Olímpicos 2021 |
| 28-07-2021 | Sapporo    | Nueva Zelanda  | 0:0            | Rumania         | Juegos Olímpicos 2021 |
| 31-07-2021 | Kashima    | Japón          | 0:0 (4:2 pen.) | Nueva Zelanda   | Juegos Olímpicos 2021 |
| 23-03-2023 | Auckland   | Nueva Zelanda  | 2:0            | China           | Partido amistoso      |
| 26-03-2023 | Wellington | Nueva Zelanda  | 2:1            | China           | Partido amistoso      |
| 27-08-2023 | Auckland   | Nueva Zelanda  | 3:0            | P. Nueva Guinea | Preolímpico OFC 2023  |
| 30-08-2023 | Auckland   | Fiyi           | 1:3            | Nueva Zelanda   | Preolímpico OFC 2023  |
| 06-09-2023 | Auckland   | Nueva Zelanda  | 8:0            | Vanuatu         | Preolímpico OFC 2023  |
| 09-09-2023 | Auckland   | Nueva Zelanda  | 9:0            | Fiyi            | Preolímpico OFC 2023  |
| 18-07-2024 | Alpes      | Nueva Zelanda  | 1:3            | Uzbekistán      | Partido amistoso      |
| 24-07-2024 | Niza       | Nueva Zelanda  | 2:1            | Guinea          | Juegos Olímpicos 2024 |
| 27-07-2024 | Marsella   | Estados Unidos | 4:1            | Nueva Zelanda   | Juegos Olímpicos 2024 |
| 30-07-2024 | Marsella   | Francia        | 3:0            | Nueva Zelanda   | Juegos Olímpicos 2024 |

## Palmarés
- Torneo Preolímpico de la OFC (3): 1999, 2008 y 2012.
  - Subcampeón (3): 1991, 1996 y 2004.
- Juegos Olímpicos (3): 2008,2012 y 2020.
  - Fase de grupos (2): 2008 y 2012
  - Cuartos de final (1): 2021

## Jugadores

### Última convocatoria
Jugadores convocados para disputar los Juegos del Pacífico 2015.
| #     | Nombre                    | Posición         | Edad | Club                    |
| ----- | ------------------------- | ---------------- | ---- | ----------------------- |
| 1     | Oliver Sail               | Arquero          | 19   | Wellington Phoenix Res. |
| 2     | Kip Colvey                | Defensor         | 21   | Cal Poly Mustangs       |
| 3     | Deklan Wynne              | Defensor         | 20   | Wanderers               |
| 4     | Samuel Brotherton         | Defensor         | 18   | Wanderers               |
| 5     | Alec Solomons             | Defensor         | 21   | Waitakere United        |
| 6     | Bill Tuiloma              | Mediocampista    | 20   | Olympique de Marsella   |
| 7     | Joel Stevens              | Delantero        | 20   | Wellington Phoenix Res. |
| 8     | Moses Dyer                | Mediocampista    | 19   | Wanderers               |
| 9     | Alex Rufer                | Mediocampista    | 19   | Wellington Phoenix      |
| 10    | Clayton Lewis             | Mediocampista    | 18   | Wanderers               |
| 11    | Luka Prelevic             | Mediocampista    | 19   | Melbourne City Res.     |
| 12    | Nik Tzanev                | Arquero          | 18   | Brentford               |
| 13    | Liam Higgins              | Defensor         | 21   | WaiBOP United           |
| 14    | Luke Adams                | Defensor         | 21   | South Melbourne         |
| 15    | Storm Roux                | Defensor         | 22   | Central Coast Mariners  |
| 16    | Louis Fenton              | Mediocampista    | 22   | Wellington Phoenix      |
| 17    | Andrew Blake              | Mediocampista    | 19   | Wellington Phoenix Res. |
| 18    | Sam Burfoot               | Mediocampista    | 21   | Auckland City           |
| 19    | Monty Patterson           | Delantero        | 18   | Ipswich Town            |
| 20    | Harshae Raniga            | Defensor         | 19   | Waitakere United        |
| 21    | Max Crocombe              | Arquero          | 21   | Oxford United           |
| 22    | Te Atawhai Hudson-Wihongi | Mediocampista    | 20   | Wanderers               |
| 23    | Logan Rogerson            | Delantero        | 17   | Wanderers Youth         |
| D. T. | Darren Bazeley            | Director técnico | 50   | Nueva Zelanda sub-23    |